# Oranjeboomstraat (Rotterdam)

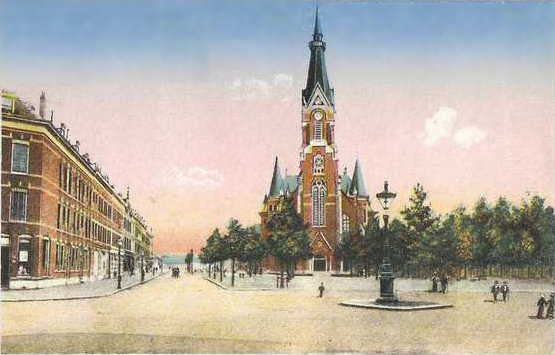
Oranjeboomstraat met Wilhelminakerk

De Oranjeboomstraat is een straat in de Rotterdamse wijk Feijenoord. Terwijl de rest van de Nederlanders bij het uitspreken van de naam de klemtoon legt op de tweede lettergreep (Oránjeboomstraat), doen de Rotterdammers dat pas op de vierde, en spreken zij de naam uit als Oranjebóómstraat.

## Toponymie
De straat ontleent zijn naam aan de Oranjeboom-brouwerij die daar in 1885 in gebruik genomen werd. Deze was in 1671 aan de Nieuwe Haven opgericht als "Brouwerij d'Orangienboom". Het terrein lag buiten de stad, op de andere oever, maar het was een van de zes grootste brouwerijen van het land, een stad op zich. De brouwerij is inmiddels gesloopt. Ook in Breda, de andere thuisbasis van het biermerk ligt een Oranjeboomstraat.

## Ligging en gebruik
De Oranjeboomstraat maakt deel uit van een doorgaande verkeersroute in Rotterdam-Zuid, van de Koninginnebrug linksaf via de Nassaukade en dan rechtsaf de Oranjeboomstraat in, langs station Rotterdam Zuid, langs het Stadion Feijenoord richting Dordrecht. Aan de westkant van de straat loopt het spoor van Rotterdam naar Breda,  aan de oostkant liggen de Nassauhaven, de Persoonshaven en het Mallegat, en verder weg de Nieuwe Maas
In de jaren zestig waren aan de Oranjeboomstraat zowel een huishoudschool als de Nicolaas Witsenschool, een lagere technische school voor de scheepsbouw, gevestigd.
In de jaren negentig werd tussen de huizen van de Oranjeboomstraat en de Rosestraat de zuidelijke toegang tot de Willemsspoortunnel gebouwd.

## Culturele verwijzingen
- Het lied Oranjeboomstraat van André van Duin, van het album Wij uit 1982, gaat over de Rotterdamse straat, getuige enkele regels in het refrein:

Twee jongens van vroeger in oud Rotterdam […] Oranjeboomstraat, een buurtcafé Die sfeer draag ik altijd mee
- Jaap en Nel Kooiman uit de serie Toen was geluk heel gewoon wonen op Oranjeboomstraat 51b. Bovenbuurman Simon Stokvis woont op 51c.

Afrikaanderplein ·
Atjehstraat ·
Beijerlandselaan ·
Brede Hilledijk ·
Brielselaan ·
Boulevard Zuid ·
Charloisse Lagedijk ·
Coen Moulijnweg ·
Dordtselaan ·
Dordtsestraatweg ·
Dorpsweg ·
Goereesestraat ·
Groene Hilledijk ·
Groene Kruisweg ·
Grondherendijk ·
Katendrechtse Lagedijk ·
Kerkwervesingel ·
Kromme Zandweg ·
Laan op Zuid ·
Lange Hilleweg · 
Maastunnelplein ·
Mijnsherenlaan ·
Oldegaarde ·
Oranjeboomstraat ·
Pendrechtseweg ·
Plein 1953 ·
Pleinweg ·
Pretorialaan ·
Prins Hendrikkade ·
Riederlaan · 
Rosestraat ·
2e Rosestraat .
Slinge ·
Smeetlandsedijk · 
Stadionweg ·
Stieltjesplein ·
Stieltjesstraat ·
Strevelsweg ·
Vaanweg ·
Veerlaan ·
Vondelingenweg ·
Wilhelminakade ·
Wilhelminaplein ·
Zuiderpark ·
Zuiderparkweg ·
Zuidplein